# Achadinha (Praia)
Achadinha ou Achadina de Baixo est un quartier de la ville de Praia, capitale du Cap-Vert sur l'île de Santiago. 

## Présentation
Achadinha est situé au nord du centre-ville. 
Les quartiers voisins sont Bairro Craveiro Lopes au sud, Fazenda à l'est, Achada Eugênio Lima à l'ouest et Calabaceira au nord, sur la rive opposée de la Ribeira da Trindade.
Sa population était de 8 483 habitants au recensement de 2010.
Le quartier abrite les clubs de football Celtic et Varanda